# Igna Maria Jünemann
Igna Maria Jünemann (auch: Ina Jünemann, Pseudonym: Igna Maria, * 22. Februar 1892 in Frankfurt am Main; † 11. November 1976 in Lindau (Eichsfeld)) war eine deutsche Journalistin und Schriftstellerin.

## Leben
Igna Maria Jünemann war die Tochter eines Gymnasiallehrers und eine Schwester der Journalistin und Schriftstellerin Maria Regina Jünemann. Igna Maria Jünemann war Gasthörerin an der Universität Frankfurt, wo sie volkswirtschaftliche und sozialwissenschaftliche Vorlesungen hörte. Sie gehörte zum Kreis um den katholischen Sozialreformer Carl Sonnenschein und war mit ihrer Schwester Maria Regina aktiv in der Sozialarbeit. Von 1917 bis 1919 wirkte sie als Redakteurin beim Erkelenzer Kreisblatt in Erkelenz. Januar bis September 1920 schrieb sie für den Feuilleton des Echo der Gegenwart aus Aachen. Von 1920 bis 1933 war sie als Ressortleiterin bei der Berliner Zeitung "Germania" tätig; nach der nationalsozialistischen Machtergreifung und dem Verbot der 
"Germania" leistete sie Pressearbeit für Filmgesellschaften in Berlin. Nach dem Zweiten Weltkrieg war Igna Maria Jünemann  von 1949 bis 1961 Referatsleiterin im Bundespresseamt in Bonn. 
Igna Maria Jünemann verfasste neben Berichten über die katholische
Sozialarbeit in westdeutschen Städten zwischen 1919 und 1932 Romane und Erzählungen sowie zahlreiche Theaterstücke für Kinder.

## Werke
- Meine Residenzarbeit, Mönchen Gladbach 1913 (unter dem Namen Ina Jünemann)
- Aus dem Leben der Rheinschiffer, M.Gladbach 1917
- Kriegshilfe der Stadt Essen, M.Gladbach 1917
- Kriegshilfe der Stadt Frankfurt-Main, München-Gladbach 1917
- Unsere Pfarrgemeinden und der Krieg, M.Gladbach 1917
- Man ist nur einmal jung, Leipzig 1919
- Die 6 Matties, Leipzig 1919
- Der Weg zum Christkind, Warendorf 1921 (unter dem Namen Igna Maria)
- Georg Freiberg, Münster 1923 (unter dem Namen Igna Maria)
- Kinderparadies, M.Gladbach 1923 (unter dem Namen Igna Maria)
- Hans, der Hof-Schuhmacher, Warendorf 1924 (unter dem Namen Igna Maria)
- Das unzufriedene Engelchen, Warendorf 1924 (unter dem Namen Igna Maria)
- Vom Himmel gefallen, Warendorf 1924 (unter dem Namen Igna Maria)
- Christengleins Abenteuer, Warendorf 1926 (unter dem Namen Igna Maria)
- Die Kommilitonin, Hildesheim 1926
- Lebenswellen, Hildesheim 1926
- Als ich bei meinen Schafen wacht, Warendorf i.W. 1927 (unter dem Namen Igna Maria)
- Du bist ja die Mutter!, Warendorf i.W. 1927 (unter dem Namen Igna Maria)
- Kinderland, Hildesheim 1927
- Maria im Schnee, Warendorf i.W. 1927 (unter dem Namen Igna Maria)
- Der Osterhase bleibt!, Warendorf i.W. 1927 (unter dem Namen Igna Maria)
- Ruhe auf der Flucht, Warendorf i.W. 1927 (unter dem Namen Igna Maria)
- Weihnachten im Puppenladen, Warendorf  1927 (unter dem Namen Igna Maria)
- Wolkenseppele, Warendorf i.W. 1927 (unter dem Namen Igna Maria)
- Caritas, du Allerbarmerin!, Warendorf i. Westf. 1929 (unter dem Namen Igna Maria)
- Dumpsis Weihnachtsbrief, Warendorf 1929 (unter dem Namen Igna Maria)
- Frau Holles Lohn, Warendorf 1929 (unter dem Namen Igna Maria)
- Des Jahres Reigen, Warendorf i. Westf. 1929 (unter dem Namen Igna Maria)
- O Maria Siegerin, Warendorf i.W. 1929 (unter dem Namen Igna Maria)
- Rulala, rulala, Kasperle ist wieder da!, Berlin [u. a.] 1929 (zusammen mit Hubert Göbels)
- Weihnachtskantate, Warendorf i. Westf. 1929 (unter dem Namen Igna Maria)
- Der geprellte Teufel und andere Kasperle-Spiele, Warendorf i. Westf. 1930
- Nun singet und seid froh!, München 1930
- Engleins Heimkehr zum Christkind, Warendorf i.W. 1931 (unter dem Namen Igna Maria)
- Der Flug ins Weihnachtsland, München 1931
- Das versprengte Sternlein, Warendorf i.W. 1931 (unter dem Namen Igna Maria)
- Erntereigen, München 1932
- Winter, ade!, München 1932
- Alarm, Berlin 1940
- Barbier von Sevilla, Berlin 1940
- Donauschiffer, Berlin 1940
- Golowin geht durch die Stadt, Berlin 1940
- Die lustigen Vagabunden, Berlin 1940
- Tat ohne Zeugen, Berlin 1940

## Herausgeberschaft
- Guck in die weite Welt!, Essen 1948